# Microrégion d'Astorga
Pour les articles homonymes, voir Astorga (homonymie).
La microrégion d'Astorga est l'une des huit microrégions qui subdivisent le Centre-Nord de l'État du Paraná au Brésil.
Elle comporte 22 municipalités qui regroupaient 177 399 habitants en 2006 pour une superficie totale de 5 117 km².

## Municipalités[1]
- Ângulo
- Astorga
- Atalaia
- Cafeara
- Centenário do Sul
- Colorado
- Flórida
- Guaraci
- Iguaraçu
- Itaguajé
- Jaguapitã
- Lobato
- Lupionópolis
- Mandaguaçu
- Munhoz de Melo
- Nossa Senhora das Graças
- Nova Esperança
- Presidente Castelo Branco
- Santa Fé
- Santa Inês
- Santo Inácio
- Uniflor